# Pčelica Maja
Pčelica Maja i njezine pustolovine (naslov njemačkog izvornika: Biene Maja und ihre Abenteuer, engl.: The Adventures of Maya the Bee) njemački roman, strip, animirana televizijska serija, opera skraćenog naziva "Pčelica Maja" i bojanka, sve temeljeno na priči koju je napisao i objavio Waldemar Bonsels 1912. godine. 
Zbog pristupačnog i dojmljivog svijeta insekata i interesa umjetnika iz različitih umjetnosti koji su ju proslavili, Pčelica Maja je kao lik i priča poznata velikom broj ljudi kroz niz naraštaja. Često se kao lik koristila, a još se ponegdje koristi, i u različitim komercijalnim kampanjama kojima su djeca ciljana publika. 
Bila je najčitanije djelo za vrijeme Prvog svjetskog rata. Čitali su ju vojnici u rovovima, mičući se tako od okrutne ratne svakodnevnice.

## Priča o Pčelici Maji
Izvorni Bonselov roman je omanji, tek nekih dvjestotinjak stranica. Priča je fokusirana na odnos Maje s njezinim društvom, tj. okolinom, i doživljajima koji služe za poduku mlade Maje. Govori o pčelici i o njezinim prijateljima bubama, kukcima, slavuju i drugim bićima čiji se život isprepliće u zanimljive avanture. Sadržajno i tematski Bonsel se koristi klasičnim mitskim i kulturološkim temama odrastanja kroz realan, neidealiziran svijet, gdje postoji neposluh ali i optimističan povratak. Tako npr. učiteljica/odgajateljica male Maje zove se Kasandra, gr. mit. ime proročice koja pretkazuje nedaće ali ju nitko ne sluša, itd. 
Maja je pčelica koja dolazi na svijet u vrijeme velikih društvenih previranja u njezinoj košnici; košnica je podijeljena na dvije nove kolonije pčela. Učiteljica Kasandra odgaja Maju. Unatoč upozorenjima učiteljice, Maja je preplavljena željom da istraži vanjski svijet i u toj želji počini neoprostiv grijeh napuštanja košnice. Tijekom njezinog lutanja i istraživanja svijeta, Maja se upoznaje i brzo sprijateljuje s drugim insektima te zajedno hrabro prolaze mnoge teškoće. Priča kulminira Majinim upadanjem u zamku i zatvor kod stršljena, koji slove i za najgore neprijatelje pčela. 
U ropstvu kod stršljena Maja doznaje za njihov plan da napadnu njezinu rodnu košnicu. Pčelica se nalazi u dilemi da se vrati u matičnu košnicu i podnese zasluženu kaznu ali spasi košnicu, ili da jednostavno spasi samo sebe i dopusti uništenje košnice. Kao sam dokaz njezinog odrastanje Maja se, naravno, odlučuje za povratak. Po povratku u košnicu odmah obznanjuje nadolazeću opasnost - napad stršljena i na svoje veliko čuđenje sve joj je oprošteno. Pripremljene pčele odupiru se i pobjeđuju najezdu stršljena. Maja postaje junakinja, i postaje učiteljica, poput svoje učiteljice Kasandre te svoja iskustva, pustolovine i mudrost dijeli s novim naraštajima. 
Pčelica Maja nadahnuto je djelo puno optimizma i samopouzdanja koje prati odrastanje male Maje, od radoznale i zaigrane pčelice u mladu ali odgovornu članicu pčelinjeg društva. Djelo je prevedeno na tridesetak jezika širom svijeta. 
Prvo hrvatsko izdanje je prevedeno 1921. u Zagrebu, pod naslovom "Pčelica Maja i njeni doživljaji". Postoji i nekoliko suvremenih prijevoda i izdanja, bilo kao bojanke, ili kao ilustrirane priče. 
Neki od jezika na koje je prevedena: 
- nizozemski: Maja de Bij;
- talijanski: L'ape Maia;
- poljski: Pszczółka Maja;
- srpski: Пчелица Маја/Pčelica Maja;
- slovenski: Čebelica Maja;
- Slovački:Včielka Maja;
- bugarski: Пчеличката Мая;
- češki: Včelka Mája;
- grčki: Μάγια η Μέλισσα;
- mađarski: Maja a méhecske;
- španjolski: La abeja Maya;
- turski: Arı Maya;
- hebrejski: Maya hadvora;
- arapski: El nahhla zayna;
- estonski: Mesilane Maaja;
- njemački: Die Biene Maja
- ruski: Пчёлка Майя
- islandski: Mæja býfluga
- finski: Maija Mehiläinen

## Opera Pčelica Maja
Lik pčelice fascinirao je različite umjetničke medije tako je njezina životna priča oživjela u stripu, animiranoj seriji, 
ali kod nas je poznata i kao izuzetno umjetničko djelo dječja opera "Pčelica Maja" istaknutog hrvatskog skladatelja Brune Bjelinskog skladana 1957(63). Djelo se smatra jednim od najzanimljivijih takve vrste u svjetskoj opernoj literaturi. Zbog priče odrastanja pčelice te same dinamike Bjelinskovog uratka djelo je namijenjeno vrlo mladoj publici kojoj se lako identificira s glavnim likom, a ujedno je izloženo obilju opernog stvaralaštva. Takva jedinstvenost često potiče kazališne kuće na postavljanje predstave u cilju animiranja i najmlađe publike. Opera se izvodi i danas diljem Hrvatske. 
Nedavno (ljeto 2008.) u sklopu glazbenog festivala u Villachu, Austriji, Carthischer Sommer Festival Ossiach - Villach, postavljena i rijetko viđena varijanta Pčelice Maje u kojoj mala bića iz Majinog svijeta, kao i samu Maju predstavljaju djeca, izvodeći sve pjevane dijelove tih uloga sami, uz prateći profesionalni orkestar. U Hrvatskoj Operu gotovo uvijek izvode školovani operni pjevači. 

## Film
Wolfram Junghans, njemački fotograf, režirao je dugometražni igrani film s tom temom 1924. Film se smatra prvim dugometražnim filmom u kojem glavne uloge živi insekti. Finski filmski arhiv obnovio je film u suradnji s Bundesarchive-Filmarchiv, te se prikazivao u Hamburgu i Helsinkiju. 
Vjerojatno najpopularnija i najpoznatija adaptacije priče je animirana TV serija みつばちマーヤの冒険 (Mitsubachi Maya no Bōken, Avanture pčelice Maje). Izvorno je prikazan na japanskim televizijskim postajama 1975, a tada se sinkronizira na brojne jezike. Među ostalim i na hrvatski. Serija je prikazana u Austriji, Njemačkoj, SADu, Južnoj Africi, Portugalu, Kanadi, Belgiji, Francuskoj, Latinskoj Americi, Izraelu, Italiji, Grčkoj, Češkoj, Bugarskoj, Sloveniji, BiH, Slovačkoj, Španjolskoj, Srbiji, Finskoj, Poljskoj, Mađarskoj, Rusiji, Turskoj, Libanonu kao "Zena“, te Iranu kao "Nikoo".

## Videoigre
- Maya the Bee and Friends (Pčelica Maja i prijatelji) (za mobitel – 2006); izradio Kiloo u ko-produkciji s Plan-B Media.

- Maya the Bee: The Great Adventure (Pčelica Maja: Velika avantura)(Game Boy Advance – 2002); izradio Shin'en Multimedia, produkcija Acclaim.

- Maya the Bee: Sweet Gold (Pčelica Maja: Slatko zlato) (Game Boy Advance – 2005); izradio Shin'en Multimedia, produkcija Midway.

- The Bee Game (Nintendo DS – 2007); izradio i producirao Midway (temeljeno na prijašnjem radu Shin'ena).

## Prodaja
Veliki broj tvrtki diljem svijeta profitirao je sudjelujući u promoviranju, proizvodnji i prodaji artikala s likom pčelice Maje. Većinu likova pčelice Maje izradio je André Roche, francuski stručnjak za likove, koje su se od 1976. do 1986. prodavale pod francuskom licencom. To je uključivalo likove za tekstil, porculan, igračke, opći tisak, kao i likove u kampanji Kinder Surprise čokoladnim jajima za tvrtku Ferrero.

## Sinkronizacija na hrvatski jezik
- pčelica Maja: glas je posudila Nevenka Filipović[4]
- skakavac Flip: glas je posudio Damir Šaban
- uvodnu pjesmu crtanog filma otpjevao je Toni Kljaković[5]

### Film
- Objavljeno u 1975., a sinkronizirano u 2003.. Epizode filma su: Majino rođenje, Maja uči letjeti, Putovanje u boci i Pavo ima amneziju.

Glavne uloge
- Maja: Monika Babić
- Flip: Dražen Bratulić
- Pavo: Franjo Jurčec
- Kasandra: Mirela Brekalo

Ostali glasovi
- crv u cvijeću, kukac s jajašcima i račić: Dražen Bratulić
- pčela: Mirela Brekalo
- stražar pčela, dijete pčela, kozjak, ličinka vretenca, mrav i pauk: Ranko Tihomirović
- stražar pčela, pauk, žaba, Ivica i mrav: Marko Torjanac
- stonoga, pčela, gusjednica, dijete pčela, ženski kukac s jajašcima, Niki i ličinka: Jadranka Krajina
- projetnjakova ličinka i pčela: Nada Rocco
- pukovnik mrav: Vlado Kovačić
- general Bumbar: Damir Mejovšek